# Alex Bangura
Alex Bangura, né le 13 juillet 1999 à Mokomre en Sierra Leone, est un footballeur international sierraléonais qui évolue au poste d'arrière gauche au Middlesbrough FC.

## Biographie

### En club
Né à Mokomre en Sierra Leone, Alex Bangura est formé par le Feyenoord Rotterdam mais il n'obtient jamais sa chance en équipe première et part libre à la fin de son contrat à l'été 2018. Il rejoint alors librement le SC Cambuur en juillet 2018, intégrant dans un premier temps l'équipe B du club. Formé au poste d'ailier gauche, il est repositionné arrière gauche par Henk de Jong (en), nommé à la tête de l'équipe première en juillet 2019, et qui compte l'utiliser en doublure à ce poste-là. Il joue son premier match lors d'une rencontre de championnat le 4 février 2019 contre Jong AZ (en). Il entre en jeu à la place de Kevin Jansen et son équipe s'incline par deux buts à un.
Le 7 septembre 2019, Bangura inscrit son premier but en professionnel lors d'une rencontre de championnat face au SC Telstar. Il marque après son entrée en jeu et participe ainsi à la victoire de son équipe par deux buts à zéro.
Bangura joue son premier match d'Eredivisie, l'élite du football néerlandais, le 15 août 2021, lors de la première journée de la saison 2021-2022 d'Eredivisie face au FC Groningue. Il est titularisé et son équipe s'incline par deux buts à un.
Le 1er septembre 2023, Alex Bangura rejoint l'Angleterre afin de s'engager en faveur du Middlesbrough FC. Il signe un contrat de quatre ans, soit jusqu'en juin 2027.
Bangura marque son premier but pour le club le 28 novembre 2023, lors d'une rencontre de championnat face à Preston North End. Il est titularisé et participe à la victoire de son équipe par quatre buts à zéro.

### En sélection
Alex Bangura honore sa première sélection avec l'équipe nationale de Sierra Leone le 24 mars 2022, lors d'un match amical contre le Togo. Il est titularisé et son équipe s'incline sur le score de trois buts à zéro,.